# Сен-Дени-де-Пален
Сен-Дени́-де-Пале́н (фр. Saint-Denis-de-Palin) — коммуна во Франции, находится в регионе Центр. Департамент — Шер. Входит в состав кантона Дён-сюр-Орон. Округ коммуны — Сент-Аман-Монтрон.
Код INSEE коммуны — 18204.

## География
Коммуна расположена приблизительно в 220 км к югу от Парижа, в 120 км юго-восточнее Орлеана, в 20 км к юго-востоку от Буржа.
По территории коммуны протекает река Орон.

## Население
Население коммуны на 2008 год составляло 335 человек.
| 1962 | 1968 | 1975 | 1982 | 1990 | 1999 | 2008 |
| ---- | ---- | ---- | ---- | ---- | ---- | ---- |
| 365  | 354  | 314  | 327  | 374  | 339  | 335  |

## Экономика

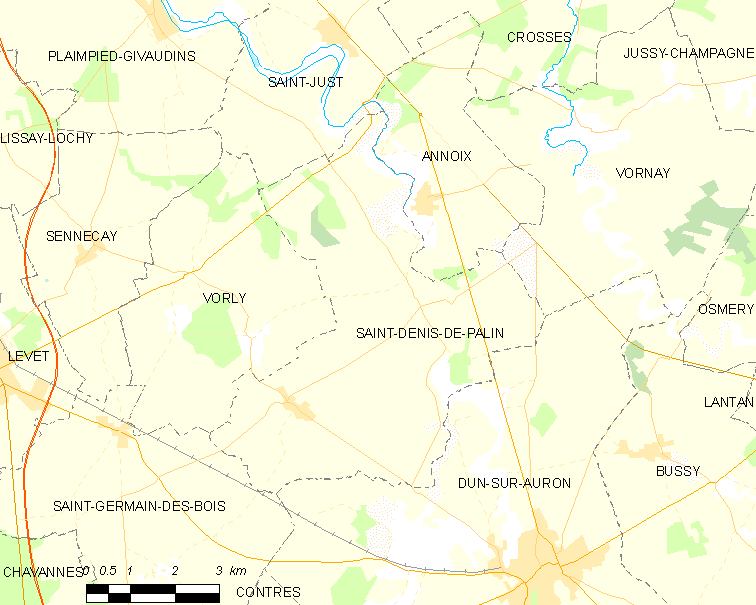
Карта коммуны

В 2007 году среди 220 человек в трудоспособном возрасте (15-64 лет) 162 были экономически активными, 58 — неактивными (показатель активности — 73,6 %, в 1999 году было 68,6 %). Из 162 активных работали 151 человек (85 мужчин и 66 женщин), безработных было 11 (5 мужчин и 6 женщин). Среди 58 неактивных 14 человек были учениками или студентами, 19 — пенсионерами, 25 были неактивными по другим причинам.

## Достопримечательности
- Церковь Сен-Дени (XII век)
- Замок (XVIII век)
- Феодальный мотт